# Куц, Василий Сидорович
Куц Василий Сидорович (род. 24 февраля 1927, Сумская область) — советский промышленный деятель. Лауреат Государственной премии СССР (1986).

## Биография
Родился 24 февраля 1927 года на территории нынешней Сумской области.
В 1941—1944 годах работал в колхозе в Казахстане. В 1952—1953 годах — нормировщик, старший техник завода в Бельцах.
В 1958 году окончил Свердловский горный институт.
С 1958 года работал в Гороблагодатском рудоуправлении на Урале: в 1958—1962 годах — горный мастер, заместитель начальника участка; в 1963—1968 годах — горный мастер, начальник участка; в 1968—1975 годах — заместитель главного инженера; в 1975—1977 годах — главный инженер; в 1977—1984 годах — начальник рудника.
С 1984 года — главный инженер ЮГОКа.

## Научная деятельность
Кандидат технических наук (1973). Специалист по проблемам добычи руды карьерным способом. Автор 30 научных трудов, 10 изобретений. Умелый организатор добычи руды.

## Награды
- Государственная премия СССР (1986) — за разработку технологии холодной сварки металлов;
- Орден «Знак Почёта»;
- Нагрудный знак «Изобретатель СССР»;
- Дважды бронзовая медаль ВДНХ.